# Maláj erdeibagoly
A maláj erdeibagoly (Strix leptogrammica) a madarak (Aves) osztályának a bagolyalakúak (Strigiformes) rendjéhez, ezen belül a bagolyfélék (Strigidae) családjához tartozó faj.

## Előfordulása
Banglades, Bhután, Brunei, Kambodzsa, Kína, India, Indonézia, Laosz, Malajzia, Mianmar, Nepál, Srí Lanka, Tajvan, Thaiföld és Vietnám területén honos.

## Alfajai
- Strix leptogrammica leptogrammica
- Strix leptogrammica bartelsi
- Strix leptogrammica caligata
- Strix leptogrammica chaseni
- Strix leptogrammica connectens
- Strix leptogrammica indranee
- Strix leptogrammica laotiana
- Strix leptogrammica maingayi
- Strix leptogrammica myrtha
- himalájai erdeibagoly (Strix leptogrammica newarensis) egyes rendszerbesorolások önálló fajként sorolják be  Strix newarensis néven
- Strix leptogrammica niasensis
- Strix leptogrammica nyctiphasma
- Strix leptogrammica ochrogenys
- Strix leptogrammica ticehursti
- Strix leptogrammica vaga

## Megjelenése
Testhossza 45-57 centiméter.

## Szaporodása
Fészekalja 2 tojásból áll.